# Codex Palatinus germanicus 15

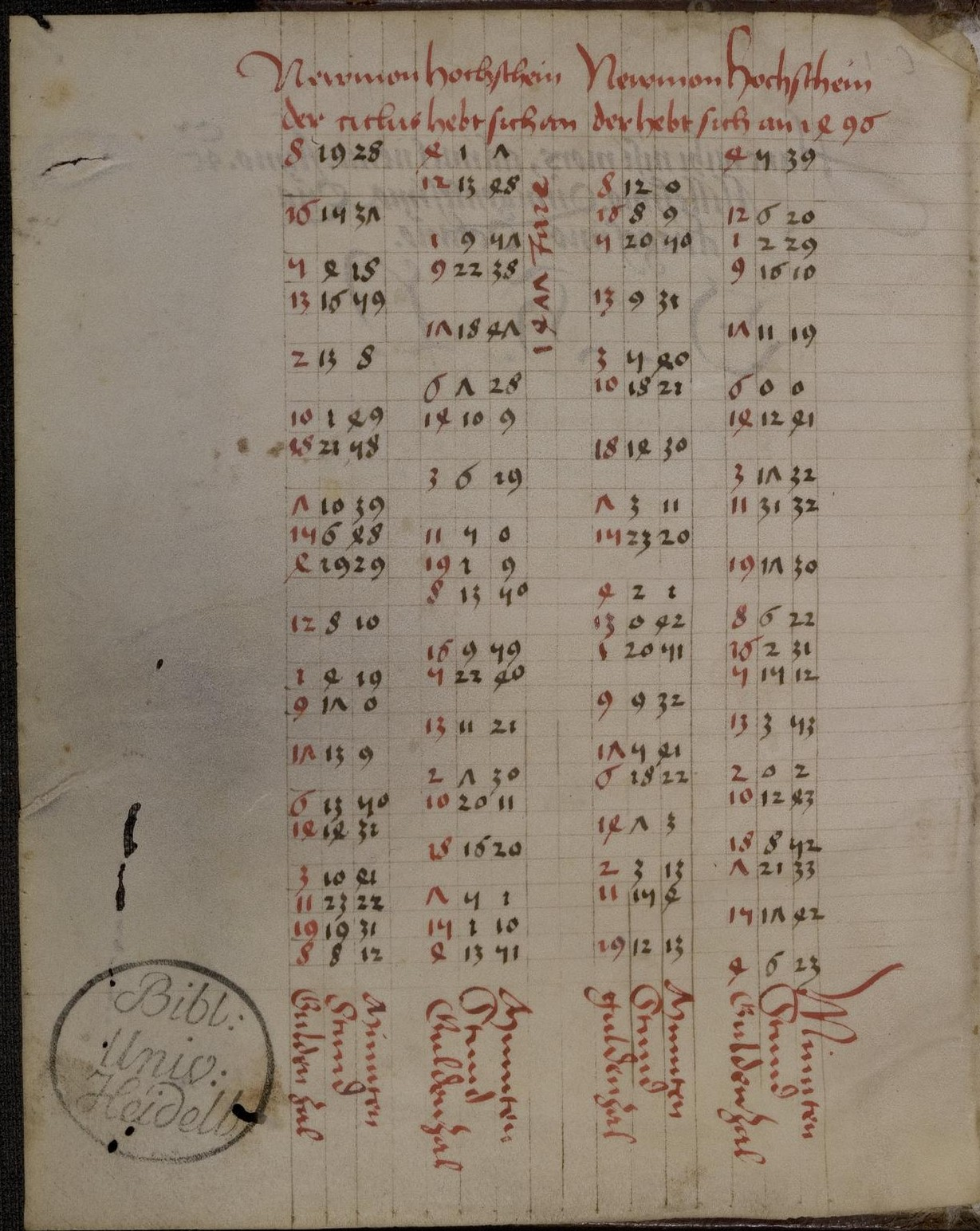
Cod. Pal. germ. 15, Blatt 1v: Berechnung der Mondzeiten für die Kalender der Jahre 1477 und 1496

Der Codex Palatinus germanicus 15 ist eine spätmittelalterliche Handschrift der ehemaligen Bibliotheca Palatina in Heidelberg. Der Codex gehört zu den Codices Palatini germanici, den deutschsprachigen Handschriften der Palatina, die seit 1816 in der Universitätsbibliothek Heidelberg aufbewahrt werden; Signatur der UB-Heidelberg und gängige fachwissenschaftliche Bezeichnung ist Cod. Pal. germ. 15 (Kurzform: Cpg 15).
Der Codex enthält einen astronomisch-astrologischen Kalender, entstanden in der Salzburger Diözese um 1496.

## Beschreibung

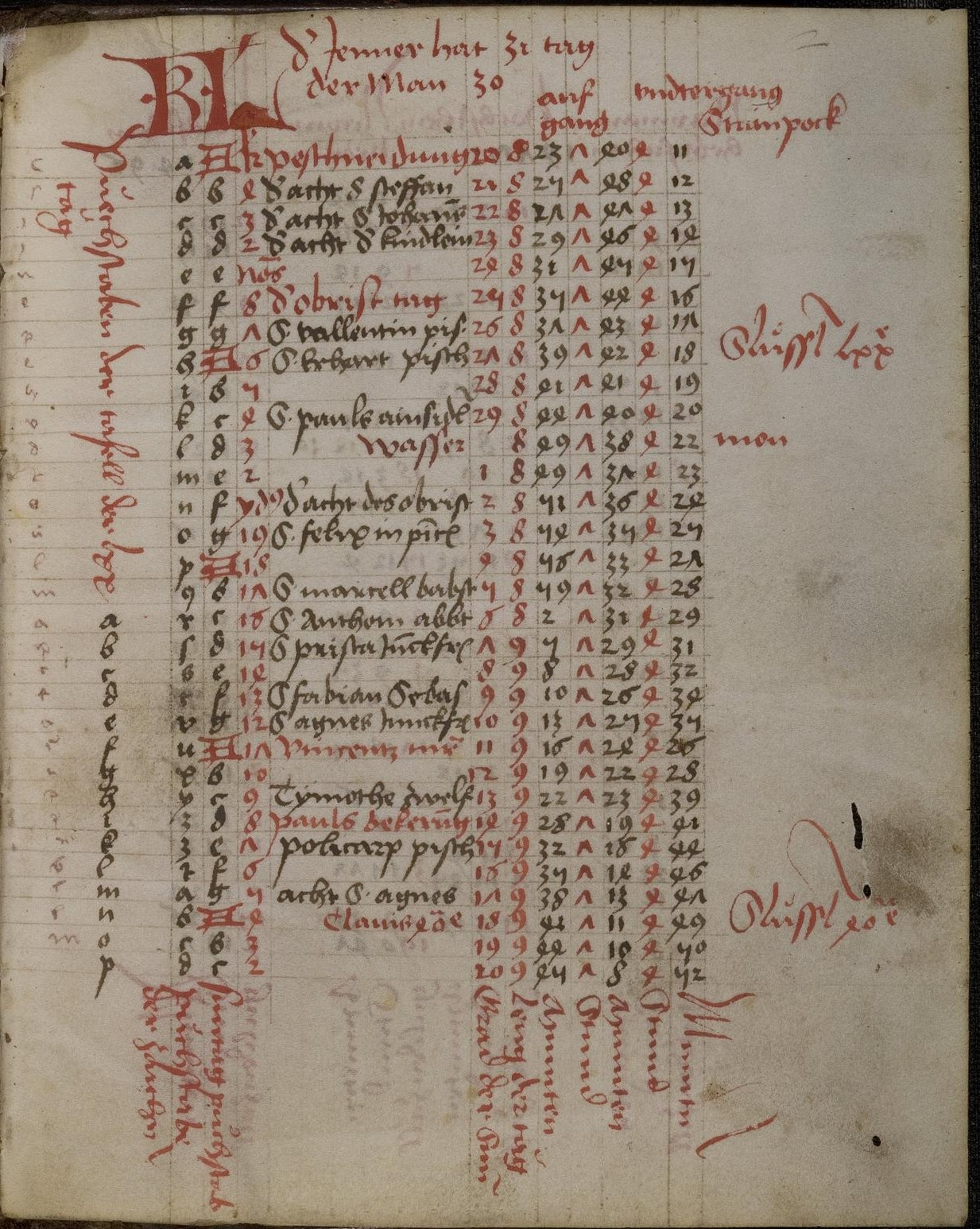
Cod. Pal. germ. 15, Blatt 2r: Kalender 1477 und 1496

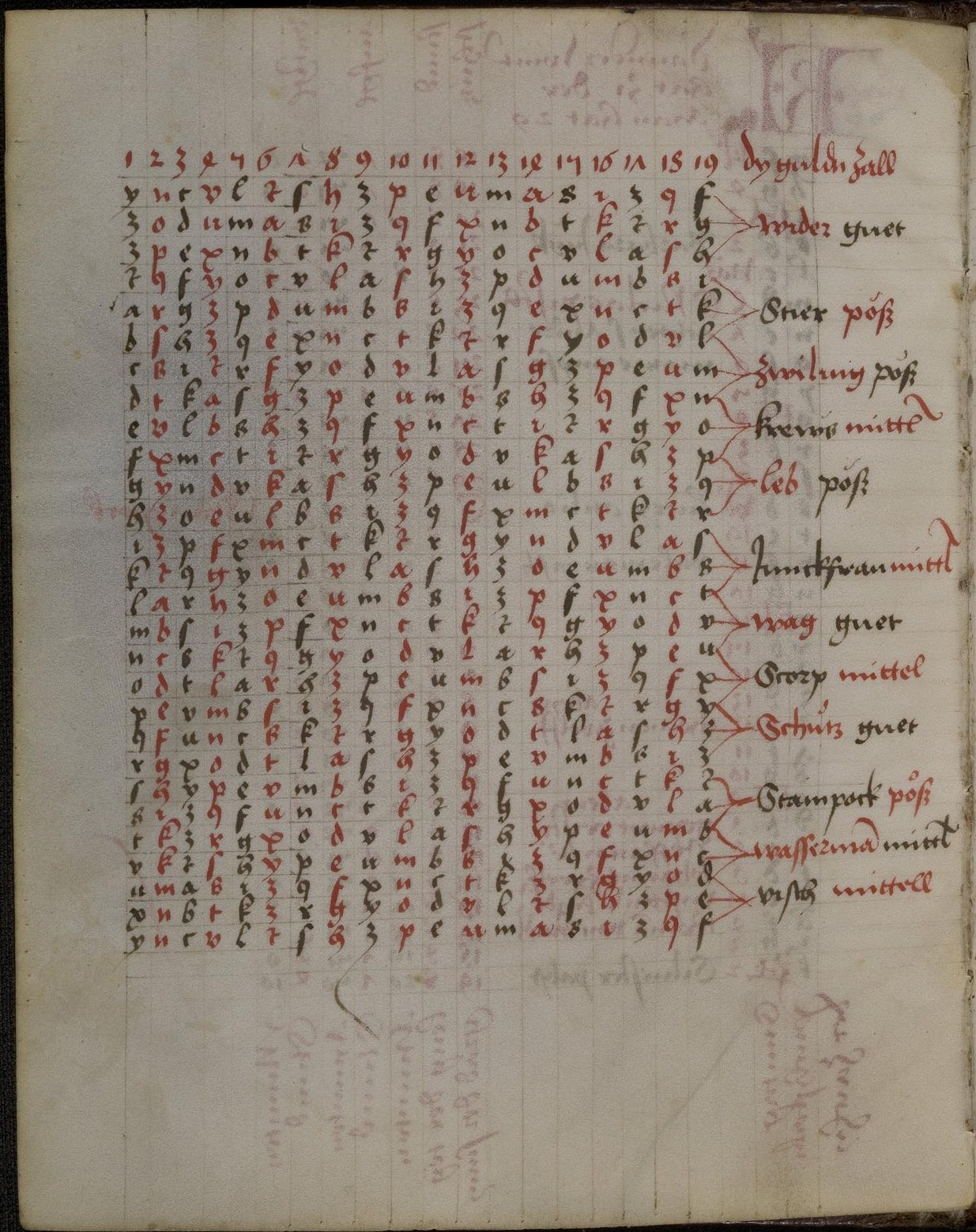
Cod. Pal. germ. 15, Blatt 13v: Tabelle zur Ermittlung der Goldenen Zahl und der Sternkreiszeichen

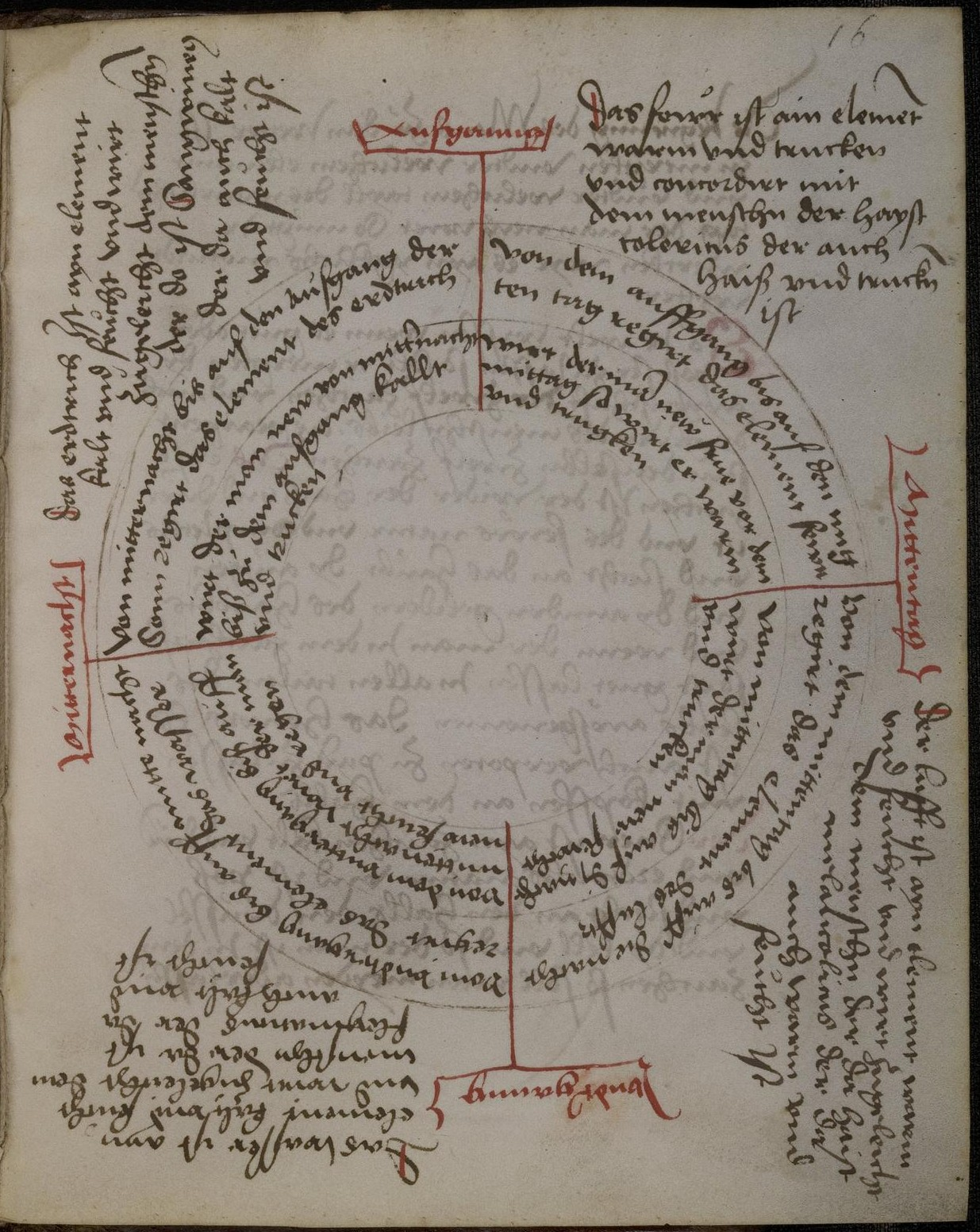
Cod. Pal. germ. 15, Blatt 16r: Schema zum Zusammenhang der vier Elemente, vier Temperamente und vier Tageszeiten

Der Codex ist eine Pergamenthandschrift mit 20 Blättern. Die Foliierung des 17. Jahrhunderts  zählt 19 Blätter durch; auf dem leeren Blatt 20* ist eine moderne Seitenzahl eingetragen.
Die Blattgröße des Codex beträgt 16,1 × 12,8 cm, dabei ist ein Schriftraum von 11,5–16 × 7 cm beschrieben mit 30 bis 35 Zeilen pro Seite. Schriftform ist eine Bastarda von einer Hand. Der Text ist nur sparsam mit dekorativen Elementen versehen: Kapitel- und Kolumnen-Überschriften sind mit roter Tinte ausgeführt, rote Lombarden ziehen sich über eine oder zwei Zeilen.

### Einband
Der braune Ledereinband zeigt Streicheisenlinien mit Kachelung in Rautenform im Innern einer Umrandung. Die Ecken der Rauten tragen vergoldete Stempel in Rosettenform; innerhalb der Rauten sind blindgedruckte Lilien eingestempelt, bei den vollständigen Rauten jeweils vier. Von den ursprünglichen Riemenschließen des Einbands sind nur Reste erhalten.
Bei der Restaurierung der Handschrift 1962 in der Werkstatt von Hans Heiland wurde der Rücken erneuert.

## Herkunft
Die Handschrift ist nach Datierung der Devise Anno ... Millesimo. Quingentesimo. Quadragesimo Octauo. O. H. P. (Blatt 1r) spätestens seit 1548 im Besitz des Pfalzgrafen Ottheinrich (1502–1559).
Die Schreibsprache ist bairisch.
Wie die anderen Handschriften der kurfürstlich-pfälzischen Bibliotheken kam der Codex nach der Eroberung der Kurpfalz im Dreißigjährigen Krieg 1622 nach Rom in den Besitz der Vatikanischen Bibliothek und wurde mit den anderen deutschsprachigen Beständen der Palatina im Rahmen der Regelungen während des Wiener Kongresses erst 1816 nach Heidelberg zurückgeführt.

## Inhalte
Die Blätter 1v–13r sind Kalender für die Jahre 1477 und 1496 mit nebeneinanderstehenden Tabellen zur Errechnung der Mondzeiten. Zwei gegenüberliegende Seiten gelten dabei zusammen für einen Monat; auf der jeweils linken Seite (verso) stehen Tabellen zur Berechnung der Mondzeiten, auf der jeweils rechten Seite (recto) die Kalender. In roter Farbe sind dabei allgemeine Feste hervorgehoben und Einträge, die speziell auf das Bistum Salzburg verweisen.
Blatt 13v ist eine Tabelle zum Zusammenhang zwischen Goldener Zahl und Sternkreiszeichen; die Blätter 14r und 14v (oben) sind eine Einführung in den Gebrauch des Kalenders. Die Blätter 14v bis 15r sind Tabellen – zur Errechnung der Tage zwischen dem ersten Advent und Weihnachten, zur Errechnung der Wochen zwischen Pfingsten und Advent, zur Errechnung der Tage des Advent sowie zur Errechnung der Wochen zwischen Pfingsten und dem Johannistag (24. Juni). Blatt 15v ist eine Tabelle zur Errechnung des Sonntagsbuchstabens.
Blatt 16r ist ein Schema zum gedachten Zusammenhang zwischen den vier Elementen, den vier Temperamenten und den vier Tageszeiten. Darauf folgen (Blätter 16v–18r) Aderlassregeln sowie abschließend zwei kreisförmige Diagramme (Rota): eines zum Mondzyklus zur Ermittlung der Goldenen Zahl (Blatt 18v), eines zum Sonnenzyklus zur Berechnung des Sonntagsbuchstabens (Blatt 19r).